# Hordaland
Hordaland Fylke byl územněsprávní jednotka v jihozápadním Norsku. Správním centrem území bylo město Bergen. Správcem kraje Hordaland byl Fylkesmann i Hordaland. Počet obyvatel dosáhl roku 2015 čísla 511 357. Rozloha kraje byla 15 437 km². Kraj byl v rámci reformy administrativního dělení Norska zrušen ke dni 31. prosince 2019 a byl nahrazen krajem Vestland, který vznikl sloučením Hordalandu a kraje Sogn a Fjordane a který začal fungovat od 1. ledna 2020.
Kraj Hordaland hraničil s kraji Sogn a Fjordane, Buskerud, Telemark a Rogaland. Na západě jeho břehy omývá Severní moře. Území téměř půlí soustava fjordů Kvinnheradsfjorden, Hardangerfjord, která jakoby objímá pohoří Folgefonna, jež je pokryto stejnojmenným ledovcem. Na východě na hranicích s krajem Buskerud a Telemark je náhorní plošina Hardangervidda.
Územím procházejí silnice E16, E39 a E134. Severní částí území prochází železniční trať z Oslo do Bergenu. Bergen je významným přístavním městem Norska. V metropoli Bergenu je čtvrť Bryggen, která je na Seznamu světového dědictví UNESCO.
Zajímavostí kraje je vznik Hardangerské výšivky podle vzoru italské krajkoviny Reticella kolem roku 1790.

## Obce
- Askøy
- Austevoll
- Austrheim
- Bergen
- Bømlo
- Eidfjord
- Etne
- Fedje
- Fitjar
- Fjell
- Fusa
- Granvin
- Jondal
- Kvam
- Kvinnherad
- Lindås
- Masfjorden
- Meland
- Modalen
- Odda
- Os
- Osterøy
- Radøy
- Samnanger
- Stord
- Sund
- Sveio
- Tysnes
- Ullensvang
- Ulvik
- Vaksdal
- Voss
- Øygarden